# VMS 모자이크
VMS 모자이크(VMS Mosaic)는 OpenVMS에서 작동되는 GUI 웹 브라우저이다.
VMS 모자익은 VAX, 알파, 아이테니엄 시스템에서 호환되며, 여러 라이선스를 사용하는 비영리 브라우저다. 최근 버전은  HTML 4.0, OpenSSL을 통한 보안 연결, HTTP 쿠키, GIF, JPEG, PNG, BMP, TGA, TIFF, JPEG 2000 등의 다양한 이미지 포맷을 지원한다. 자바, 자바스크립트나 스타일 시트는 지원하지 않는다.

## 같이 보기
- 모자이크 (웹 브라우저)